# ザ・メイヤー 特別市民
『ザ・メイヤー 特別市民』（ざ・めいやー とくべつしみん、原題：특별시민、英題：The Mayor）は、2017年公開の韓国映画。3選を目指すソウル市長の選挙戦の攻防を描く。チェ・ミンシク主演。

## 製作・上映
撮影は2016年4月28日に始まり、4か月後に終了した。
冒頭で二人のラッパーとソウル市長役のチェ・ミンシクによるライブシーンでは、ヒップホップグループのダイナミック・デュオが本人役を演じている。歌う曲も彼らの「죽일놈」が使われている。シム・ウンギョン扮する広告会社社員が手掛けた口臭予防剤のCMに出てくる神父はマ・ドンソクが演じている。
2017年4月26日に一般公開され、日本では2018年2月17日に公開された。
第54回大鐘賞において、クァク・ドウォンが助演男優賞に、ムン・ソリが助演女優賞にノミネートされた。

## キャスト
- チェ・ミンシク - ビョン・ジョング。2期目のソウル市長。
- クァク・ドウォン - シム・ヒョクス。新自由党所属の国会議員、ビョン陣営の選挙対策本部長。
- シム・ウンギョン - パク・キョン。広告会社勤務。
- ムン・ソリ - チョン・ジェイ。新聞記者。
- ラ・ミラン - ヤン・ジンジュ。ビョンの対立候補。
- リュ・ヘヨン - ヤン陣営のスタッフ。
- キー・ホン・リー - スティーブ。ヤンの息子。
- ソ・イスク - ビョンの妻。
- イ・スギョン - ビョンの娘。
- キム・ヘウン - テレビ討論会の司会者。
- ダイナミック・デュオ - 本人（特別出演）。
- マ・ドンソク - CMの中の神父（特別出演）。